# José de Sousa Marques
José de Souza Marques (Rio de Janeiro, 29 de março de 1894 — Rio de Janeiro, 1974) foi um educador, político, advogado, pastor e teólogo brasileiro.

## Infância e juventude
José de Souza Marques era neto de escravos, filho de trabalhadores humildes (pai marceneiro e mãe lavadeira), nascido na Zona Norte do Rio de Janeiro em 1894 (à época capital e Distrito Federal dos Estados Unidos do Brasil) e criado, dos dois aos dezessete anos, no distrito de Pinheiral (que mais tarde seria elevado a município), na cidade de Piraí. Retornou ao Rio de Janeiro aos dezessete anos de idade sem escolaridade, semianalfabeto e prático nas artes da marcenaria e carpintaria, que aprendera com o pai.

## Formação e vida como educador
Sendo de origem humilde, um estudante negro em um país recém saído da abolição da escravatura, numa situação incomum para sua época, com esforço e grande mérito conseguiu bacharelar-se em Ciências e Letras, no Colégio Batista Americano Brasileiro, atual Colégio Batista Shepard, localizado no bairro da Tijuca, Zona Norte do Rio de Janeiro (RJ). Em 1922, aos 28 anos, graduou-se em Teologia no Seminário Teológico Batista do Sul do Brasil, localizado no Rio de Janeiro.
Casou-se com Leopoldina Amélia Ribeiro, com quem teve sete filhos. Foi pastor no Paraná durante algum tempo. Voltou ao Rio de Janeiro e formou-se em Direito.
Foi secretário e vice-diretor do Colégio Batista Americano Brasileiro. Por concurso público de provas e títulos, tornou-se professor no então Distrito Federal.
Em 1929 fundou uma escola primária que se transformou no Colégio Souza Marques, posteriormente integrado na Fundação Técnico-Educacional Souza Marques, no bairro de Cascadura, localizado na Zona Norte do Rio de Janeiro (RJ), que também mantém uma Faculdade de Medicina.

## Carreira maçônica
Seguindo uma tradição norte-americana de militância de líderes cristãos na maçonaria, foi um destacado membro do Grande Oriente do Brasil. Foi iniciado na Loja Maçônica Brasil n.0953, em 14/04/1943.
Exerceu cargos importantes na administração maçônica, tendo sido inclusive presidente, por muito tempo, do Supremo Tribunal de Justiça Maçônica. Ainda hoje, a única foto existente no Salão do Conselho do Palácio Maçônico do Lavradio é a do Pastor Souza Marques. No mesmo Palácio, a sala de Tribunal de Justiça tem o nome de José de Souza Marques. Foi também Membro Efetivo do Supremo Conselho do Brasil para o Rito Escocês Antigo e Aceito, encontrando-se em sua sede em exposição um retrato pintado a óleo do Pastor Souza Marques.

## Loja Maçônica ARLS José de Souza Marques
Em sua homenagem, em 19 de junho de 1981, foi criada a Loja Maçônica ARLS José de Souza Marques, no local da antiga Gráfica Souza Marques, pertencente à família de Souza Marques, localizada na rua Nerval de Gouveia, no bairro de Cascadura, no Rio de Janeiro.

## Carreira religiosa
Fundou a Igreja Batista Jardim da Prata, em Nova Iguaçu, cidade localizada na região da Baixada Fluminense (RJ), em 2 dezembro de 1951, com 20 membros e o apoio da membresia da Igreja Batista do Engenho Novo, sendo então seu primeiro obreiro e pastor até 09 Março de 1952.

## Orfanato Batista do Distrito Federal
Fundado em Campo Grande, bairro da Zona Oeste no Rio de Janeiro, em 1925, por pastores da Igreja Batista do Brasil para atender crianças carentes em situação de risco social. O Orfanato Batista do Distrito Federal, hoje Cidade Batista da Criança, sob a responsabilidade da Junta de Ação Social da Convenção Batista Carioca, teve Souza Marques como um dos seus mais ativos participantes e colaboradores.
Num edital de convocação, de 1933, realizado pela então Divisão de Obrigatoriedade Escolar e Estatística do Departamento de Educação,  aos diretores do estabelecimento de ensino particular, José de Souza Marques é convocado como Diretor do Colégio Souza Marques e concomitantemente como Diretor do Orfanato Batista do Distrito Federal,

## Carreira política
Na política, foi fundador e presidente do Partido Republicano Democrático em 1945. Em 1949, o partido passaria a denominar-se Partido Republicano Trabalhista.
Foi deputado constituinte à primeira legislatura do antigo estado da Guanabara, pelo PTB, em 1960, além de vereador do antigo Distrito Federal. Quando morreu, era novamente deputado estadual, eleito no pleito de 1960, pelo PTB.
José de Souza Marques lutou desde seu primeiro mandato pela aprovação de um projeto de lei que assegurasse o financiamento a estudantes carentes em todos os níveis, em particular a alfabetização e o ensino básico e médio.
| “ | José de Souza Marques foi um artífice de pontes, incentivando e formando cidadãos. | ” |

Como vereador do então Distrito Federal, deputado constituinte do estado da Guanabara, em 1960, principal aliado na campanha de Leonel Brizola para deputado federal em 1962 e um dos principais aliados do deputado federal Miro Teixeira a partir de 1969, José de Sousa Marques foi um dos principais e mais eficientes construtores das institucionalidades cariocas e fluminenses dos anos 1940 até 1974.
Como político era um ativista convicto, que agia de maneira gentil, bondosa e conciliadora. Era considerado por seus pares um sábio e um magnífico conselheiro. Essa característica fez com que José de Souza Marques, sem ser contra a construção da estátua do Cristo Redentor na Floresta da Tijuca em área da União Federal, articulasse um pacto de tolerância e respeito ao estado laico e às demais religiões na cidade do Rio de Janeiro.

## Cristo Redentor: monumento e não santuário
O Cristo Redentor foi inaugurado em 12 de outubro de 1931. Sua construção foi precedida de uma intensa controvérsia liderada por adeptos da Igreja Batista do Brasil, da Igreja Metodista do Brasil, e da Igreja Presbiteriana do Brasil, apesar das divergências denominacionais. Outros grupos também fortaleceram as manifestações, tais como os cidadãos sem religião definida e militares positivistas da ativa e da reserva que eram contrários à Igreja Católica Apostólica Romana, hegemônica e majoritária na época, e que até o início da República Federativa Brasileira em 1889 era a religião oficial do Brasil.  
Apesar das controvérsias, o vereador do então Distrito Federal José de Souza Marques, pastor da Igreja Batista Brasileira, liderou um acordo entre os diversos grupos de interesse e o Estado Nacional Brasileiro.
José de Souza Marques assegurou que o monumento ao Cristo Redentor fosse utilizado e administrado pela Igreja Católica Apostólica Romana, porém não fosse um santuário católico, mas um símbolo do humanismo cristão e universalista.
Sem dúvida, tal política, contribuiu para que o Cristo do Corcovado fosse um lugar de turismo e não de culto, um monumento e não uma imagem.
A engenharia política que teve José de Souza Marques como artífice perdurou até o século XXI, quando por decreto papal e do arcebispo do Rio de Janeiro de 12 de outubro de 2006 o monumento foi transformado em santuário. Em 21 de novembro de 2007 o Instituto Brasileiro do Meio Ambiente e dos Recursos Naturais Renováveis (IBAMA) – por intermédio de seu superintendente regional Rogério Rocco, ratifica o decreto papal e do arcebispo do Rio de Janeiro de 12 de outubro de 2006, que é também referendado pelo presidente da República Luiz Inácio Lula da Silva.
O monumento humanista e universalista representado pela imensa estátua de Jesus Cristo – um monumento à paz, à tolerância e ao humanismo laico da República tornou-se um santuário da Arquidiocese de São Sebastião do Rio de Janeiro, referendando o decreto papal e do arcebispo do Rio de Janeiro.

## Carreira editorial e jornalística
Redator do jornal O BATISTA FEDERAL, foi fundador do jornal NOVA ERA, diretor da Editora Souza Marques, diretor-proprietário da Livraria Evangélica Suburbana e diretor-proprietário da Revista Seleções Brasileiras.

## Academia Evangélica de Letras do Brasil
Em 23 de Outubro de 1962, reuniu-se com outros intelectuais evangélicos, na sala do Conselho da Igreja Presbiteriana do Rio de Janeiro, na Rua Silva Jardim, na cidade do Rio de Janeiro, no antigo estado da Guanabara e fundaram a Academia Evangélica de Letras do Brasil, assumindo o cargo de presidente o pastor presbiteriano Bolivar Ribeiro Pinto Bandeira, e José de Souza Marques, o cargo de vice-presidente (23 de Outubro de 1962 a 11 de Dezembro de 1964). Tornou-se posteriormente presidente (12 de Dezembro 1964 a 11 de Dezembro de 1966) na segunda gestão da entidade.
Na Academia Evangélica de Letras do Brasil foi o primeiro ocupante da Cadeira 4 que tem como patrono ele mesmo, José de Souza Marques. A mesma cadeira tem como segundo ocupante Roque Monteiro de Andrade, como terceiro ocupante Miguel Ângelo da Silva Ferreira e como quarto ocupante José Alencar Lopes.

## Homenagens

### Prefeitura Municipal do Rio de Janeiro
A prefeitura municipal do Rio de Janeiro homenageou Souza Marques, dando o seu nome a uma praça: "praça José de Souza Marques", localizada no bairro de Cascadura, faz ligação com uma das principais avenidas do bairro: Av. Ernani Cardoso. Onde abriga o terminal rodoviária da região (Terminal de Cascadura), oficialmente: "Terminal Deputado José de Souza Marques".
No dia 28 de Março de 2013, O prefeito Eduardo Paes e o secretário Municipal de Saúde e Defesa Civil, Hans Dohmann, inauguraram a 58ª Clínica da Família do município do Rio de janeiro, com o nome "Clínica da Família Souza Marques", homenageando a memória de Souza Marques pela atuação socioeducacional naquela região. A unidade foi construída no antigo prédio do Instituto de Assistência dos Servidores do Estado do Rio de Janeiro (Iaserj), no bairro do subúrbio de Madureira.
 

### Governo do Estado do Rio de Janeiro
O governo do estado do Rio de Janeiro também homenageou-o batizando um Colégio Estadual com o seu nome: "Colégio Estadual Professor José de Souza Marques", localizado na Estrada do Quitungo, 551, Brás de Pina, na cidade do Rio de Janeiro

## Discriminação referencial
Apesar da sua trajetória pessoal, política e religiosa, é uma personagem pouco retratada em verbetes bibliográficos, principalmente por ter realizado seu trabalho nos subúrbios cariocas e por integrar um perfil dissonante no Rio de Janeiro da primeira metade do século XX: ser evangélico, negro e maçom.
Discreto, Souza Marques nunca fez militância ferrenha da sua condição de integrante da raça negra, ou do fato de ser batista ou maçom, despontando como um construtor moderado e conciliador, jamais como radical adepto de rupturas.
É muito bem estudado no livro História dos Batistas no Brasil (Juerp, 2001), de José dos Reis Pereira, mas pouco analisado na Enciclopédia de Literatura Brasileira, de Afrânio Coutinho e J. Galante, edição do MEC, 1990, com revisão de Graça Coutinho e Rita Moutinho, em 2001.
Apesar de sua importância, não é estudado no Dicionário Histórico-Biográfico Brasileiro (2001, 5 volumes, 6.211 páginas), da Fundação Getúlio Vargas e nem é convenientemente referido, em nenhuma das enciclopédias nacionais, Delta, Barsa, Larousse, Mirador, Abril, Koogan/Houaiss, Larousse Cultural, etc.
É verbete do Dicionário Biobibliográfico Regional do Brasil, de Mário Ribeiro Martins.